# 默西亚管区
默西亚管区（拉丁語：Dioecesis Moesiarum）是古代晚期羅馬帝國的一个管区，地处今保加利亚西部、塞尔维亚中部、黑山、阿尔巴尼亚、北馬其頓以及希腊。

## 历史

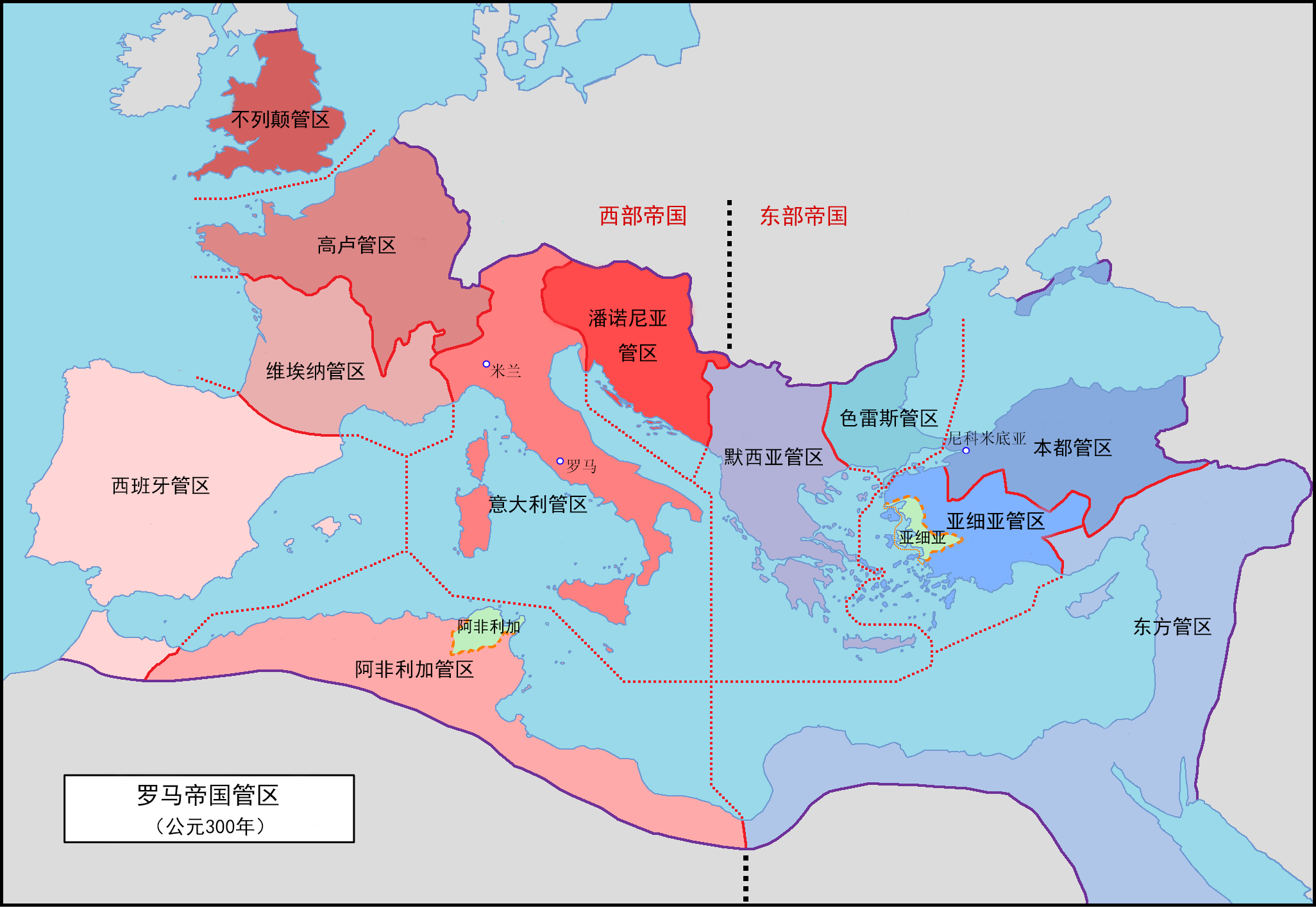
公元300年罗马帝国管区

四帝共治制时期的罗马帝国

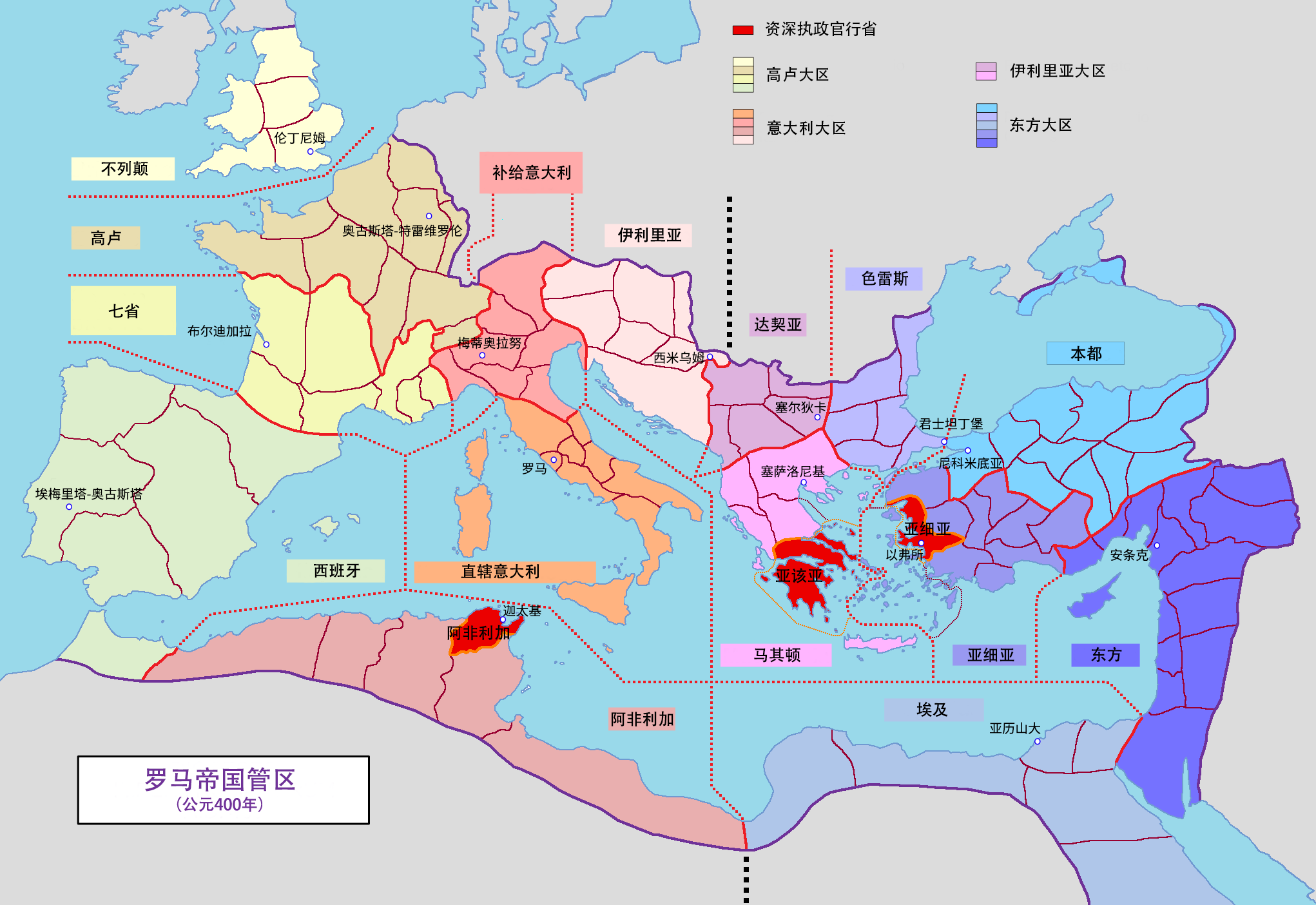
公元400年罗马帝国管区

默西亚管区是罗马皇帝戴克里先在其行政改革种划分的十二个管区之一。其包含了古希腊和伊利里亚的大多土地，从克里特到多瑙河。四帝共治制时期，该管区由“凯撒”伽列里乌斯管辖，并在后者担任“奥古斯都”（305年－311年）的大多数时期都由其亲自掌控。伽列里乌斯死后就埋葬于默西亚管区的菲利克斯·罗穆利亚纳城。
此后该管区被一分为二，分别为南部的马其顿管区和北部的达契亚管区，可能发生于君士坦丁大帝统治时期（306年－337年在位）。但这一区划直至约370年才得以证实存在。4世纪下半叶，两个新的管区被并入与原默西亚管区领地相同的新的伊利里亚大区。

## 行政区划
在皇帝戴克里先的行政改革之后，默西亚管区包含以下行省：
- 亚该亚
- 克里特（英语：History of Crete）
- 地中海达契亚（英语：Dacia Mediterranea）
- 滨河达契亚（英语：Dacia Ripensis）
- 达尔达尼亚
- 新伊庇鲁斯
- 旧伊庇鲁斯
- 群岛
- 第一马其顿
- 第二马其顿
- 第一默西亚
- 普莱瓦里塔纳（英语：Praevalitana）
- 第一色萨利
- 第二色萨利